# SLO DAB+ R1
| MOŽNA KRŠITEV AVTORSKIH PRAVIC |
| Besedilo, ki je bilo objavljeno tukaj, domnevno krši avtorske pravice naslednjega oz. naslednjih virov: https://digitalniradio.si/slisnost/omrezje-r1/ Stran je na seznamu avtorskopravno spornega gradiva. Prosimo, da je do nadaljnjega ne urejate. Če želite napisati nov članek, sledite povezavi na začasno podstran. Vedite, da preprosto predrugačenje avtorsko zavarovanega besedila ne zadostuje za izognitev kršitvam avtorskih pravic — članek je najbolje napisati na novo. Ko bo stanje avtorskih pravic jasno, bo vaš novi članek na svoje mesto prestavil kateri izmed administratorjev. |
| 1. Prosimo, da do nadaljnjega strani ne urejate. 2. Če ste imetnik avtorskih pravic do gradiva vi sami ali imate dovoljenje za njegovo uporabo v skladu z določili naše licence, vas prosimo, da to navedete na pogovorni strani te strani in pri navedku članka na strani Wikipedija:Težave z avtorskimi pravicami. 3. Ne poskušajte spornega gradiva objaviti znova, saj ga bomo odstranili. Članek bomo obnovili, če bomo ugotovili, da ima Wikipedija dovoljenje za objavo ali da je zgornji vir le kopija prejšnje vsebine članka (morda gre za zrcalo Wikipedije). 4. Če želite članek urejati, ga na novo napišite na začasni podstrani in nas na pogovorni strani te strani seznanite s tem. 5. Če stanje avtorskih pravic ne bo jasno v enem tednu, bo članek izbrisan. Če je kdo napisal nov članek, ga bomo nadomestili z njim. |
| - Objava avtorsko zavarovanega gradiva brez izrecnega dovoljenja imetnika avtorskih pravic je kršitev zakonov avtorskega prava in pravil Wikipedije. Uporabnikom, ki avtorsko gradivo objavljajo znova in znova, bomo nadaljnje urejanje morda prisiljeni preprečiti. Vedite pa, da tudi če gre tokrat resnično za kršitev avtorskih pravic, vse vaše izvirne prispevke še vedno sprejmemo z veseljem. - Prvotna objava je še vedno dostopna prek zgodovine strani. |
| Če ste stran kot mogočo kršitev avtorskih pravic pravkar označili vi sami, dodajte na dno strani Wikipedija:Težave z avtorskimi pravicami naslednjo vrstico: * {subst:članek-cv\|SLO DAB+ R1} iz [https://digitalniradio.si/slisnost/omrezje-r1/]. ~~~~ Na pogovorno stran uporabnika, ki je objavil skopirano vsebino, pa: {subst:prepisovanje\|pg=SLO DAB+ R1\|vir=https://digitalniradio.si/slisnost/omrezje-r1/ }. ~~~~ |

## Opis
Prvo slovensko DAB+ digitalno radijsko omrežje, poimenovano Multipleks “R1”, deluje na 215,072 MHz (kanal 10D) in je na tej frekvenci dosegljivo po celi Sloveniji (enofrekvenčno nacionalno omrežje). Z njim upravlja RTV SLO OZ.
V tej izvedbi dosega 94% pokritost avtocest in hitrih cest ter 85% pokritost gospodinjstev. V prihodnje se bo omrežje širilo v skladu z zahtevami izdajateljev radijskih programov in skladno z rastjo števila DAB+ radijskih sprejemnikov.
Trenutna zasedenost DAB+ omrežja R1: 100% (864 CU) , prosto 0% (0 CU)   (podatek iz 28.8.2024)

### Povzetek
- DAB+ omrežje R1

- operater: RTV SLO

- ime: “SLO DAB+ R1”

- področje pokrivanja: nacionalno

- (start 20.9.2016)

## Programi[1]
|     | Ime programa     | Bitni pretok | Mono/Stereo | Zaščitno razmerje | Opomba           |
| --- | ---------------- | ------------ | ----------- | ----------------- | ---------------- |
| 1.  | RA SLO1 – Prvi   | 104kbps      | stereo      | 3A                | start 20.9.2016  |
| 2.  | RA SLO2 – VAL202 | 104kbps      | stereo      | 3A                | start 20.9.2016  |
| 3.  | RA SLO3 – ARS    | 104kbps      | stereo      | 3A                | start 20.9.2016  |
| 4.  | RA SI            | 96kbps       | stereo      | 3A                | start 20.9.2016  |
| 5.  | Radio Ognjišče   | 64kbps       | stereo      | 3A                | start 22.9.2016  |
| 6.  | Hitradio Center  | 80kbps       | stereo      | 3A                | start 22.9.2016  |
| 7.  | Rock Radio       | 88kbps       | stereo      | 3A                | start 23.9.2016  |
| 8.  | Radio 1          | 64kbps       | stereo      | 3A                | start 26.9.2016  |
| 9.  | Radio 1 80-a     | 56kbps       | stereo      | 3A                | start 26.9.2016  |
| 10. | Radio Ekspres    | 56kbps       | stereo      | 3A                | start 25. 1.2019 |
| 11. | Radio Salomon    | 56kbps       | stereo      | 3A                | start 2. 8.2020  |
| 12. | Radio Net Fm     | 56kbps       | stereo      | 3A                | start 13. 8.2018 |
| 13. | Radio Veseljak   | 56kbps       | stereo      | 3A                | start 10. 8.2018 |
| 14. | Radio Študent    | 24kbps       | mono        | 3A                | start 24. 9.2018 |
| 15. | Radio Aktual     | 56kbps       | stereo      | 3A                | start 16.10.2019 |
| 16. | Radio City       | 72kbps       | stereo      | 3A                | start 3.10.2019  |

## Oddajniki[2]
1. Beli križ
2. Boč
3. Bovec
4. Cerkno 1
5. Grahovo
6. Idrija 1
7. Kočevje
8. Kranjska Gora
9. Krim
10. Krvavec
11. Kuk
12. Kum
13. Laško 1 - Malič
14. Ljubljana 3 - Šance
15. nanos
16. Plešivec
17. Pohorje
18. Skalnica
19. Slavnik
20. Tinjan
21. Trdinov vrh
22. Vogel

## Zgodovina sprememb in dogodkov[3]
Zgodovina sprememb v MUX R1:
- 22.9.2016 sta z oddajanjem pričela Radio Center in Radio Ognjišče

- 23.9.2016 vključen Rock Radio, RTV dvignil kvaliteto vseh svojih servisov na 128 kbps

- 26.9.2016 vključeni Radio1, Radio2, Radio Antena, Radio Evropa, Radio Ognjišče dvigne kvaliteto na 80 kbps

- 28.9.2016 vključen servis Radio TEST namenjen tesiranju odajnih parametrov

- 12.10.2016 Rock Radio dvigne kvaliteto na 72 kbps

- 7.11.2016 sprememba kvalitete Radio 1 na 64 kbps, Radio 2 in Radio Antena na 48 kbps in Radio BOB na 56 kbps.

- 1.12.2016 dodan servis A-Radio, aktualizirana tabela oddajnih parametrov na dan 1.12.2016

- 15.12.2016 dodan servis Glasbeni Radio

- 4.1.2017 aktualizirana tabela oddajnih parametrov, dodan stolpec z uporabo izbrane zaščite
- 5.1.2017 aktualizirana tabela oddajnih parametrov za Radio1, Radio2, Radio BOB in Radio Antena

- 31.1.2017 aktualizirana tabela oddajnih parametrov za Glasbeni Radio

- 3.7.2017 aktualizirana lista oddajnih parametrov za Radio1, Radio2, Radio BOB in Radio Antena, odstranjen A-Radio, ki je prenehal z oddajanjem
- 29.3.2018 dodanih 5 novih programov, ki so v fazi prejetja pravic za oddajanje v DAB+
- 17.8.2018 vključena servisa Radio Net FM in Radio Veseljak, ponovno dodan A-Radio, ki je po več kot letu nedelovanja nazaj v Multipleksu
- 24.9.2018 vključen servis Radio Študent
- 5.10.2018 vključen servis Radio Maxi
- 25.1.2019 servis Glasbeni Radio se preimenuje v Ekspres Slo
- 21.5.2019 servisu Radio Univox AKOS odzvame pravico za oddajanje zaradi nerazširjanja programa
- 27.8.2019 dodana Radio Aktual in Radio City, ki sta v fazi prejetja dovoljenja za oddajanje v DAB+
- 3.10.2019 vključen servis Radio City
- 16.10.2019 vključen servis Radio Aktual, posodobitev parametrov Rock Radio in Radio Center
- 2.8.2020 A-Radio se preimenuje v Odprti Radio
- 1.6.2022 Radio Maxi se prestavi iz omrežja R1 v R2E, sproščenih 12 CU uporabi Radio 1, ki s tem prične oddajati v stereo 48 kbps
- 25.11.2022 Odprti Radio se preimenuje v Radio Salomon
- 23.1.2023 Radio 2 se preimenuje v Radio 1 80-a
- 1.2.2023 Radio Antena in Radio Bob se prestavita iz omrežja R1 v R2E in R2W, sproščenih 24Cu pa uporabita Radio 1 in Radio 1 80-a, ki s tem pričneta oddajati v 56kbps stereo 3A in 40kbps mono 3A
- 1.12.2023 masovna rekonfiguracija omrežja R1 – prerazporeditev dela prenosnih kapacitet programov RTV Slo k ostalim programom v omrežju R1. Več info.

## DrugaDAB+ omrežja v Sloveniji
- SLO DAB+ R2
- SLO DAB+ R3
- SLO DAB+ R4
- SLO DAB+ R5

## Druge povezave
- Seznam slovenskih radijskih postaj